# 春日山原始林
春日山原始林為春日大社山中的部分樹木。由於這些樹木自種植后即被禁止砍伐，目前已經擁有千年以上的樹齡。是世界上少數的幾個鄰近市區的原始森林。被日本政府定為特別天然紀念物，以古都奈良的文化財一部份而列入世界遺產。

## 關聯條目
- 日本世界遺產
- 古都奈良的文化財